# Havardia
Havardia es un género de  árboles perteneciente a la familia de las fabáceas. Comprende 14 especies descritas y de estas, solo 6 aceptadas.

## Descripción
Son árboles o arbustos, armados con espinas o aguijones estipulares; plantas hermafroditas. Hojas bipinnadas con 1 o varios pares de pinnas; pecíolos glandulares. Inflorescencias capitulares, pedúnculos largos; estambres más de 10, monadelfos. Fruto plano, recto, cartáceo, tempranamente dehiscente, márgenes generalmente enteros, mesocarpo no desarrollado; semillas con testa coriácea, arilo ausente.

## Distribución
Género con 6 especies distribuidas desde el sur de los Estados Unidos (Texas) hasta Centroamérica y en las Antillas.

## Taxonomía
El género fue descrito por John Kunkel Small y publicado en Bulletin of the New York Botanical Garden 2: 91. 1901.

## Especies aceptadas
A continuación se brinda un listado de las especies del género Havardia aceptadas hasta agosto de 2012, ordenadas alfabéticamente. Para cada una se indica el nombre binomial seguido del autor, abreviado según las convenciones y usos.
- Havardia acatlensis (Benth.) Britton & Rose
- Havardia albicans (Kunth) Britton & Rose
- Havardia campylacanthus (L.Rico & M.Sousa) Barneby & J.
- Havardia leiocalyx (Standl.) Britton & Rose
- Havardia mexicana (Rose) Britton & Rose
- Havardia pallens (Benth.) Britton & Rose
- Havardia sonorae (S.Watson) Britton & Rose